# Кибу Стјуарт
Кибу Стјуарт (енгл. Kebu Omar Stewart; Бруклин, Њујорк, 19. децембар 1973) је бивши амерички кошаркаш. Играо је на позицији крилног центра.

## Успеси

### Клупски
- УНИКС Казањ:
  - Куп Русије (1): 2003.

### Појединачни
- Најкориснији играч кола Евролиге (1): 2000/01. (1)